# Notlandung im Weltraum
Notlandung im Weltraum (Alternativtitel: Robinson Crusoe auf dem Mars und Daniel Defoe – Robinson Crusoe auf dem Mars, englischer Originaltitel: Robinson Crusoe on Mars) ist ein US-amerikanischer Science-Fiction-Film von Byron Haskin aus dem Jahr 1964 mit Paul Mantee, Victor Lundin und Adam West in den Hauptrollen. Der Film basiert auf Motiven des Romans Robinson Crusoe von Daniel Defoe.

## Handlung
Das den Planeten Mars überfliegende Raumschiff der Astronauten Draper und McReady kollidiert mit einem Meteoritenschwarm. Die beiden und der als Versuchsaffe mitgeführte Klammerschwanzaffe Mona verlassen das Schiff und landen getrennt voneinander auf dem Mars, dessen Luft bedingt atembar ist. Draper gelingt es, mit einem Wasser- und Sauerstoffvorrat und einigen technischen Geräten in einer Höhle Unterschlupf zu finden. Er baut sich dort ein provisorisches Lager und schafft es, Feuer zu machen, bevor er zu erfrieren droht. Da auf dem Mars zu geringe Mengen Sauerstoff in der Atmosphäre enthalten sind, muss Draper regelmäßig Sauerstoff inhalieren, um nicht zu ersticken. Er baut sich außerdem ein Alarmsystem, damit er nicht im Schlaf erstickt.
Am nächsten Tag macht er sich auf die Suche nach McReady, den er auch findet. McReady hat die Landung nicht überlebt, allerdings ist der Affe Mona noch am Leben und begleitet Draper von nun an. Frustriert kehrt Draper in sein Lager zurück. Kurz bevor ihm der Sauerstoff endgültig ausgeht, entdeckt er, dass in einem porösen Gestein, das er in großer Menge gefunden hat, Sauerstoff enthalten ist, den er für sich nutzbar machen kann.  Bei seinen täglichen Erkundungstouren entdeckt er ein Skelett eines offenbar ermordeten Menschen. Er versucht außerdem das Raumschiff, das sich immer noch in der Umlaufbahn befindet, per Fernsteuerung zur Landung zu bringen, um an die Vorräte an Bord zu gelangen. Da der Treibstoff allerdings aufgebraucht ist, scheitern alle Versuche. Bei einem Einsturz finden Mona und Draper eine unterirdische Wasserquelle und essbare Wurzeln, die ihm und Mona das Überleben sichern. Sein größtes Problem ist nun die Einsamkeit, die ihn langsam verrückt werden lässt; er glaubt sogar, den toten McReady in seiner Höhle zu sehen.
Nachdem Draper sein Raumschiff, das immer noch den Mars umkreist, per Fernsteuerung gesprengt hat, taucht in einem Nachbartal ein unbekanntes Raumschiff auf, das Draper anlockt. Er kann die Ereignisse filmen und trifft außerdem auf einen stummen Fremden, mit dem er in sein Lager fliehen kann. Anhand des Filmmaterials findet er heraus, dass der Fremde den Außerirdischen als Sklave dienen musste. Als die außerirdischen Raumschiffe erneut auftauchen, greifen sie Drapers Lager in der Höhle an, verschwinden aber wieder, ohne großen Schaden anzurichten.
Draper versucht, dem Fremden seine Sprache beizubringen, und tauft ihn, in Anspielung auf Defoes Roman Robinson Crusoe, auf den Namen „Freitag“. Er erfährt außerdem, dass Freitag Sauerstoffpillen hat, die ihm das Atmen auf dem Mars ermöglichen und die er nun mit Draper teilt. Die beiden untersuchen das Lager, in dem Freitag gefangengehalten wurde, finden dort aber nur noch die Leichen der anderen Sklaven; die außerirdischen Sklaventreiber sind verschwunden. Bei einem Ascheregen wird Draper verschüttet und von Freitag gerettet. Draper legt daraufhin sein Misstrauen gegen den Fremden ab. Er erfährt von ihm, dass er aus dem Gürtel des Orion stammt. Die anderen Außerirdischen können ihn mit Hilfe seiner Armreifen aufspüren und ihm damit Schmerzen zufügen.
Bei einem erneuten Angriff müssen Draper und Freitag in die unterirdischen Höhlen, die Kanäle des Mars, fliehen. Da Freitag aber noch immer die Armreifen trägt, finden die Außerirdischen die beiden auch dort. Draper kann Freitag von einem der Armringe befreien, und beide dringen tiefer in die mit heißer Magma gefüllten Marskanäle vor. Als beiden das Wasser auszugehen droht, müssen sie an die Oberfläche zurückkehren, wo sie erneut angegriffen werden, während sie sich auf dem Weg zur eisbedeckten Polkappe des Mars aufmachen, um dem Wassermangel abzuhelfen; daneben gehen auch noch die Sauerstoffpillen zur Neige.
Mona findet eine Wasserquelle und rettet damit Draper und Freitag vorläufig. Am kalten Pol drohen die beiden nun allerdings zu erfrieren, auch das Sauerstoffproblem ist noch nicht gelöst. Während Draper Freitag die zweite Fessel abnehmen kann, kommt es zu einem Meteoriteneinschlag, durch den die Polkappe zu schmelzen beginnt. Kurz darauf empfängt Draper ein Signal von einem Raumschiff von der Erde, das Freitag und ihn letztendlich rettet.

## Produktionsnotizen
Die Bauten schufen Arthur Lonergan, Albert Nozaki und Hal Pereira. Die visuellen Effekte stammen von Farciot Edouart und Albert Whitlock, die Spezialeffekte von Lawrence W. Butler. Den Ton besorgten Harold Lewis und John Wilkinson. Bud Bashaw Junior und Wally Westmore zeichneten als Maskenbildner verantwortlich, die musikalische Leitung hatte Fred Steiner. Gedreht wurde im Death-Valley-Nationalpark, Kalifornien, USA.
Notlandung im Weltraum startete am 24. September 1964 in den deutschen Kinos. Eine sorgfältig restaurierte Fassung des Science-Fiction-Klassikers nach Motiven von Daniel Defoe wurde 2007 in den USA durch das Unternehmen The Criterion Collection hergestellt und auf DVD und Blu-Ray veröffentlicht.

## Kritiken
„Diese clevere Flunkerei folgt der berühmten Erzählung Daniel Dafoes mit altmodischer Genauigkeit […]. In den Weltraum übertragen, muss man ihr eine frische und unerwartete Güte besonders dann bescheinigen, wenn die planetarischen Umstände mit sprühender Erfindungsgabe gemeistert werden.“

„Intelligente und originelle Science Fiction.“

„Fantastische Abenteuer eines amerikanischen Raketenpiloten auf dem Mars. Science-Fiction-Variante des Robinson Crusoe"-Motivs.“

## Veröffentlichungen
Nathan Van Cleaves Filmmusik zu Notlandung im Weltraum erschien im März 2011 unter dem Originaltitel Robinson Crusoe on Mars auf CD bei dem Label FSM Records.
2012 erschienen sowohl eine deutsche DVD als auch eine Blu-ray unter dem Titel Daniel Defoe – Robinson Crusoe auf dem Mars.